# 大阪府立東大阪高等職業技術専門校
大阪府立東大阪高等職業技術専門校（おおさかふりつ ひがしおおさかこうとうしょくぎょうぎじゅつせんもんこう、愛称:東大阪ぎせんこう）は、大阪府東大阪市にある職業能力開発促進法に基づく職業能力開発校。

## 沿革
- 1989年 - 開校

## 訓練科目
- 期間1年 18歳以上の求職者対象
  - 溶接・板金技術科
  - 電気工事科

- 期間6ヶ月 15歳以上の求職者対象
  - 機械工CADデザイン
  - 機械加工・営業科

- 期間1年 新規中学校卒業予定者及び15歳以上の求職者
  - ものづくり基礎科

### 募集停止
- 期間2年 15歳以上対象　（2012年募集停止）
  - 金属加工科
  - 機械科

- 期間1年 18歳以上対象
  - 情報処理科（2007年以降大阪府立夕陽丘高等職業技術専門校に移管）
  - 自動車整備科 （南大阪高等職業技術専門校に移管）

- 期間6ヶ月 15歳以上対象
  - 機械科CAD（2007年新設）

## 所在地
- 〒578-0984 大阪府東大阪市菱江６丁目９番１０号

最寄り駅は、近鉄けいはんな線 荒本駅